# Mont Fee
Le mont Fee est un volcan situé en Colombie-Britannique, au Canada.
Il est l'un des volcans les plus au sud du champ volcanique du mont Cayley, zone volcanique formant la partie centrale de la ceinture volcanique de Garibaldi, l'extension nord de l'arc volcanique des Cascades.

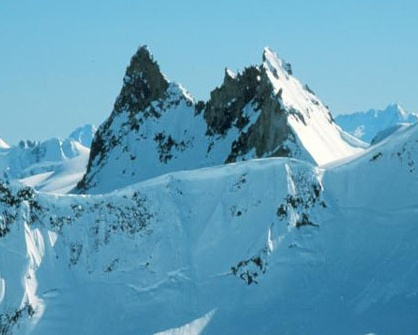
Versant nord du mont Fee en 2007.

Carte topographique de la région du mont Cayley avec le mont Fee sous le centre.